# Viasat
Viasat var en av Sveriges största distributörer av TV via både fiber och parabol och grundades 1991. Bolaget gick 2020 samman med Canal Digital och blev Allente.

## Bakgrund
Viasat grundades år 1991 och var efter tio år den största TV-leverantören i Europa med helt digitaliserade sändningar. År 2004 var företaget först med att lansera fiber-TV i Sverige, och lanserades senare även i Danmark, Finland och Norge. Under 2010-talet har Viasat varit Sveriges största distributör av satellit-TV.
Koncernens sändningar har skett från flera olika satelliter, men så småningom hamnade Viasat på Sirius 2 och Sirius 3. Sirius 4 kommunikationssatellit har nu tagit över alla sändningar från Sirius 2 och Sirius 3 sedan den skickades upp 19 november 2007. Astra 5°E används framförallt för Viasats utbud. Satelliten hette tidigare Sirius 5°E, men den bytte i juni 2010 namn till Astra 5°E, då företaget SES-Astra tidigare under våren hade förvärvat hela Sirius. I folkmun är satelliten dock fortfarande mest känd som Sirius.

## Produkt
Viasat förmedlade kanaler i olika paket: Bas, Mellan och Stor. Dessa kunde kombineras med bland annat Viasat Sport, Viasat Film, Viasat Golf och C-More sport (i Danmark fanns även paketet Bonus). Dessförinnan fanns det tre olika paketet (Bas, Silver och Guld), men hösten 2007 ändrade Viasat namnen på dem i både Sverige och Danmark, och året därpå även i Norge.

## Olympiska vinterspelen 2014 och olympiska sommarspelen 2016
Den 17 juni 2011 meddelades att SVT miste sändningsrättigheterna till kommande olympiska spel. Olympiska vinterspelen 2014 i Sotji sändes i Sverige av Viasat. Sändningarna var då fördelade mellan TV3, TV10, Viasats Sportkanaler, samt sju tillfälliga kanaler. Viasat sände även de olympiska sommarspelen 2016 i Rio de Janeiro.